# Марковицька сільська рада
Марковицька сільрада (біл. Маркавіцкі сельсавет) — адміністративна одиниця на території Гомельського району Гомельської області Білорусі.

## Склад
Марковицька сільська рада охоплює 7 населених пунктів:
- Гадичево — село;
- Глибоцьке — село;
- Зимній — селище;
- Марковичі — село, центр сільради;
- Піддобрянка — селище;
- Роги-Ілецький — селище;
- Холми — селище.